# Zanea, Iași
Zanea este un cătun de romi în județul Iași, Moldova, România.
Aparține de satul Lunca Cetățuii.

## Istoric
Zanea este atestat documentar în 1774, figurează ca moșie în ținutul Iașilor. În 1854 este înglobat în satul Lunca Cetățuii. În documente apare și sub numele de Zarna sau Zanca.